# マクロス VF-X2
『マクロス VF-X2』（マクロス ブイエフエックスツー、MACROSS VF-X2）は、1999年9月2日に発売されたPlayStation用の3Dシューティングゲーム。「マクロスシリーズ」を題材とするゲーム、「VF-Xシリーズ」の2作目にあたる。

## 概要
1997年に発売された前作『マクロス デジタルミッション VF-X』と同様に、特務部隊「VF-X」の可変戦闘機（バルキリー）を操作しながら任務を遂行するステージクリア型の3Dシューティングゲームである。前作と同じくUNiTがゲームシステムを開発し、河森正治、宮武一貴、美樹本晴彦、板野一郎ら「マクロスシリーズ」のメインクリエーターが制作に参加した。CGイラストレーターの天神英貴は本作よりマクロス関連の仕事に参加している。
作品内ではバルキリーの特徴であるファイター、ガウォーク、バトロイドの三形態を自由に変形、操作することができる。ミサイルの搭載数、発射数が非常に多いという要素も踏襲しており、「板野サーカス」と呼ばれる大量のミサイルが画面内を飛び交う、マクロスのダイナミックな戦闘をゲーム上でも再現できる作りになっている。また、前作で不満の多かったゲーム内容やシステム面を見直し、大幅な改良を加えた。特に「バリアブルビュー」（後述）と呼ばれる独特の視点移動システムの導入は、一般的な3Dシューティングゲームとは一線を画する「バルキリーシミュレーター」としての操作感覚を生み出している。
プレーヤーが使用可能な機体として、新たに可変攻撃機VA-3 インベーダーと可変戦闘機VB-6 ケーニッヒモンスターが登場する。ケーニッヒモンスターは宮武がデザインしたデストロイド・モンスターをベースにして、河森が新たに三段変形デザインを起こした。
2002年に東京スナックが行った懸賞で、限定1000本の賞品となったスペシャルバージョンも存在する。製品版とは異なった3種のゲームモードを有し、「VF-5000 スターミラージュ」が使用可能。グラフィックも向上している。現在の入手は非常に困難。

## システム

### 変形システム
可変戦闘機の特徴である3段変形を採用。制約などはなく、基本的には自由に変形可能である。どの形態も一長一短の要素を抱えているため、状況に応じた使い分けが重要となる。また、変形した際は現在ターゲット中の敵を自動で正面に捕捉する仕様で、これを利用することにより、例えば敵機が自機の180°後方に回ったときでも旋回行動を取らずに円滑に戦闘を行うことができる。ただし変形時は無防備になるリスクも伴うため、機体操作で敵機を捕捉する技術も必要となる。
ファイター
航空機形態。つねに前進し移動速度が早いため回避面に優れ、高速で移動する敵機との交戦に向いている。ミサイルの発射数、ロックオン距離もガウォークより優れているため遠距離から敵に接近しつつ大ダメージを与えることができる。反面、小回りが利かないため動きの遅い敵機との交戦には向かない。
ガウォーク
ほかの2形態の中間的な特徴を持つ。ファイターと違い止まった状態でミサイルを撃つことが可能で、加えてバルカンの自動照準もある程度働くため、総じて火力が高い。移動速度もバトロイドに比べて速く、機体によっては高速戦闘にも対応できる。万能な形態だが、操作と挙動が独特で使いこなすには慣れが必要。
バトロイド
人型ロボット形態。もっとも小回りが利き、バルカンの自動照準範囲が広く、敵機だけでなく、ミサイルにも対応している。撃ちながら敵機を中心に前後左右上下に移動できるため、攻撃と回避運動を同時に行うことができる。また変形時の向き直りがミサイルに対しても働くため、他2形態からバトロイドに変形し、追尾してくるミサイルを撃ち落すなどのアニメを彷彿とさせるアクションも可能である。移動速度が遅く、一部の機体を除きミサイルが使用できないため、他2形態に比べ火力が低いのが欠点。

### バリアブルビュー
自機後方や操縦席に視点が固定された他の3Dシューティングとは異なり、つねに自機と敵機（ミサイル）を同一のカメラ内に収める革新的な視点システム。敵機の発射したミサイルを優先的に追いかける「MISSILE」視点と現在ターゲット中の敵を常に追い続ける「TARGET」視点の2種類があり、ゲーム中に自由に切り替えができる。このバリアブルビューにより撃たれたミサイルを視認しながら回避したり、敵機の動きを把握し、見失うことなく戦闘を行うことが可能になっており、計器類などの画面表示に乏しい本作においては画面情報を得るうえでも重要な要素である。
バリアブルビューのほかに、オプション設定で通常の3Dシューティングでも使われている自機後方からの「FOWARD」視点も使用可能で、前述の3段変形と3種の視点を併用することが本作の醍醐味であり、クリアへの近道でもある。

## シナリオ
「マクロスシリーズ」の基本ともいえる「歌」や「主人公を中心とする男女の三角関係」といった要素が薄く、代わりに主人公エイジスの一兵士としての心情の変化、戦いの中での迷いや葛藤、上官であるギリアムとの男同士の友情を前面に押し出している。敵はゼントラーディやプロトデビルンなどの異星系勢力ではなく、人種融合が進んだ時代における反体制勢力であり、展開によっては統合軍すら敵に回る。これらに加えて随所に過去シリーズの設定や出来事、オマージュを取り入れつつ新しい「マクロス」の世界を構築している。
ゲームは「ブリーフィング→ミッション→ステージ間イベント→ブリーフィング→…」という流れで進んでいく。ステージ間のイベントはミッションで獲得したスコアによって演出内容が変わる場合もある。各ミッションにおけるミッションコードは映画、ミュージカルのタイトルや「マクロスシリーズ」のサブタイトルから引用されており、ミッションコードに即した作戦や台詞回しが展開される。マルチエンディング方式を採用しており、プレイヤーの行動によってストーリーが分岐する。
のちのシリーズ作品では、おもに小太刀右京作の小説作品のなかで本作の設定が引用されている（後述）。

## ストーリー
西暦2050年。銀河系内に広く移民を続けた結果、人類は安定期を迎えようとしていた。その一方で、政治的・軍事的緊張からの暴動や反乱、テロ行為、シンジケート犯罪が頻発、これらの新たなる危機に直面した統合政府は、優れた操縦技術と強靭な精神力を持つエース・パイロットを集め、AVF（Advanced Variable Fighter : 次世代全領域可変戦闘機）を主戦力とする特務部隊、第727独立戦隊VF-Xレイヴンズを設置した。天才肌のパイロット、エイジス・フォッカーは晴れてレイヴンズに配属されるが、隊長のギリアム・アングレートには「卵野郎」扱いされ、厳しく鍛え上げられていく。
レイヴンズはテロリスト集団ブラックレインボーや星間企業クリティカルパス・コーポレーション、反政府組織ビンディランスの活動を阻止するため、星々を股にかけて奮戦する。ビンディランスとの戦闘中、ギリアムは同組織のエース、マリアフォキナ・バンローズを追ったまま行方不明となる。エイジスはレイヴンズのリーダーを引き継ぎ、2名の新隊員スージー・ニュートレットとトーマ・シュンを率いることになる。
地球圏に迫るビンディランス艦隊との交戦中、エイジスの前に突然ギリアムが現れ、統合政府の不正を訴え、自分とともにビンディランスに加わるよう説得する。反逆者の元隊長を討つべきか、仲間を見捨て誘いに応じるべきか、エイジスは決断を迫られる。
ルートA ギリアムに従う（ビンディランスルート） - ビンディランスに合流したエイジスは、統合政府内の地球至上主義派「ラクテンス」が反対勢力を弾圧する手段としてレイヴンズを利用していた事実を知る。ラクテンスはクリティカルパスと内通し、「超空間共振水晶体」を用いた「ディ・ツァオバーフレーテ」をもとに開発した広域ジャミング・システムで地球圏を支配しようと企んでいた。エイジスとギリアムはラクテンスの野望を砕くべく地球防衛網を突破するが、レイヴンズの司令官ウィルバー・ガーランドの襲撃を受け、ギリアムは戦死する。エイジスは自身の味方についたレイヴンズの士官たちの助力を得てウィルバーを倒し、広域ジャミング・システムが搭載されたSDF-1 マクロス頭部を破壊する。そしてギリアムの遺志を継ぎ、本命の広域ジャミング・システムを搭載した敵母艦マクロス13を破壊する最終作戦「リメンバー・ラブ」に突入する。
ルートB レイヴンズに留まる（統合軍ルート） - エイジスらはビンディランスと決着をつけるため、アステロイドベルトの基地を攻撃する。エイジスはマリアフォキナを討ち取ったあと、ギリアムに最後の勝負を挑む。

### ミッション
MISSION 1 GIGANT LULLABY（ギガント・ララバイ）
日付 - 2050.08.15
レイヴンズへ配属されたエイジスの適性試験。地球のマクロス・シティへの奇襲攻撃シミュレーション。部隊コードはα（アルファ）。
MISSION 2 WIZARD of OZ（ウィザード・オブ・オズ）
日付 - 2050.09.07
惑星セフィーラのハイドシティへ向かうブラックレインボーの増援部隊を殲滅する。ミッションコードは『オズの魔法使い』より。部隊コードはドロシー、スケアクロウ、ブリキマン、ライオン。
MISSION 3 DIE ZAUBERFROTE（ディ・ツァオバーフレーテ）
日付 - 2050.09.23
統合軍輸送艦エンバテーリオンの護衛。ミッションコードは『魔笛』より。
MISSION 4 SNOW WHITE（スノー・ホワイト）
日付 - 2050.10.04
ビンディランスに占拠された惑星エンデバルドの通信基地「マジックミラー」を奪還する。ミッションコードは『白雪姫』より。部隊コードはスリーピー。なお、このミッションにおいてはギリアムのVF-19Aにビッグ・アップル（Big Apple）と呼ばれる地域限定反応弾が搭載される。命名の由来はニューヨーク市の通称だが、同時に白雪姫が食べた毒リンゴを暗示するものでもある。
MISSION 5 MOBYDICK（モビーディック）
日付 - 2050.10.14
ビンディランスの輸送艦隊を追跡・殲滅する。ミッションコードは『白鯨』とそのパロディエピソード、『トムとジェリー』における「Dicky Moe（日本語タイトル - 白いくじら）」のダブルミーニング。部隊コードはトム、ジェリー。
PETER PAN（ピーターパン）
日付 - 2050.11.01
容量の都合で没案になったミッション。惑星ネバーにて人質救出作戦の支援、陽動を行う。ミッションコードは『ピーター・パン』より。部隊コードはティンク、ウェンディ。
MISSION 6 SINGIN' IN THE RAIN（シンギン・イン・ザ・レイン）
日付 - 2050.11.14
ハイドシティのブラックレインボー残存勢力の掃討作戦。ミッションコードは『雨に唄えば』より。部隊コードはコズモ。
MISSION 7 PINOCCHIO（ピノッキオ）
日付 - 2050.12.01
惑星エデン3のクリティカルパス・コーポレーション秘密工場を急襲する。ミッションコードは『ピノキオ』より。部隊コードはギデオン、オネストジョン。
MISSION 8 KING & I（キング・アンド・アイ）
日付 - 2050.12.26
惑星ボルカン衛星軌道上のレーザー衛星群を破壊する。ミッションコードは『王様と私』より。部隊コードはアンナ、キング。
MISSION 9 MARY POPPINS（メリー・ポピンズ）
日付 - 2051.01.16
ビンディランス艦隊攻撃作戦の支援。ミッションコードは『メリー・ポピンズ』より。部隊コードはジェーン。ラストの選択により、以後統合軍ルートとビンディランスルートに分岐する。

#### 統合軍ルート
MISSION 10 ON THE TOWN（オン・ザ・タウン）
日付 - 2051.01.30
惑星エンデバルド宙域のビンディランスベース破壊工作。ミッションコードは『踊る大紐育』より。機体コードはゲイビー、チップ、アイビー、オージー。
MISSION 11 LOVE GOES AWAY（ラブ・ゴーズ・アウェイ）
日付 - 2051.01.30
ビンディランスのエースふたりとの決闘。ミッションコードは『超時空要塞マクロス』第27話「愛は流れる」より。

#### ビンディランスルート
MISSION 10 EASTER PARADE（イースター・パレード）
日付 - 2051.02.02
統合軍セレスベースの破壊工作。ミッションコードは『イースター・パレード』より。機体コードはハーナ、ドン・ヒューズ、ナディ、ジョニー。
MISSION 11 MY FAIR LADY（マイ・フェア・レディ）
日付 - 2051.02.14
地球のマクロス・シティへ侵入し、マクロス中枢部を破壊する。先例は『マクロスプラス』のエピソード「シャロン・アップル事件」。ミッションコードは『マイ・フェア・レディ』より。部隊コードはヒギンズ。
MISSION 12 REMEMBER LOVE（リメンバー・ラブ）
日付 - 2051.02.14
マクロス13の広域ジャミングシステムを破壊する。ミッションコードは『超時空要塞マクロス 愛・おぼえていますか』より。部隊コードはミンメイ。

## 登場人物

### レイヴンズの人物
エイジス・フォッカー (Aegis Focker)
声 - 松本保典
主人公。第727独立戦隊VF-Xレイヴンズの新人パイロットで、階級は大尉。2024年10月12日生まれの26歳。趣味はバイク。
2044年、統合軍航空宇宙士官学校を1年間留年し卒業（学科は中の中、実技はトップの成績。留年理由は無断でバイク旅行に出かけたため）。ニューアンダーソン基地所属VFF (Variable Fighter Force) へ配属、階級は少尉。2046年、中尉に昇格、同部隊の隊長となる。2048年、大尉に昇格。ベネブ星系方面AVFF (Advanced Variable Fighter Force) エンジェルウィングスに転属し、隊長として同部隊を率いる。2050年、レイヴンズに転属。
天性のセンスと技術を併せ持ち、前任のエンジェルウィングスでは100機を超える撃墜数を挙げ、「エンジェルエース」と謳われた天才パイロット。性格は自由奔放で陽気な熱血漢。それゆえ熱くなりやすくギリアムにたしなめられることもたびたびあるが、隊長就任後は冷静さも兼ね備え、独断専行しがちな部下を抑える場面もある。ギリアム譲りの部下思いで、ビンディランスルートにおいては敵対した元部下のトーマに対して2度にわたって手心を加える。女好きで、ゲーム中では複数の女性に声をかけ、｢敵より先に女を落とす｣と言われる。趣味にしているわけではないが、映画に関してはそれなりの知識を持ち、ギリアムとの映画絡みの会話も支障なくこなす。
フォッカー姓をもつが、『超時空要塞マクロス』に登場するロイ・フォッカーとの類縁関係についての明確な設定は明らかになっていない。
エイジスの搭乗機は、ゲームの進行に応じてプレイヤーが任意で選択するものであるが、レイヴンズの主戦力はAVF（VF-19、VF-22）との説明がある。また、ハセガワから発売された「1/72 VF-19A」のネームデカールはエイジス機ということになっている（ほかにギリアム、スージーのデカールも存在する）。
エースパイロットとしての高い自負があり、レイヴンズ転属当初は上官のギリアムに「ヒヨッコ」以下の「卵野郎」という屈辱的な扱いを受け、ことあるごとに衝突する。レイヴンズでの過酷な任務や訓練を経て、ようやくギリアムに認められつつあった矢先にギリアムはMIA（戦闘中行方不明）となり、その後任を受けレイヴンズの新隊長となる。隊長就任後はスージー、トーマを率い、反政府組織に対して掃討作戦を遂行し、多大な戦果を挙げる。
明くる2051年1月、ビンディランス艦隊掃討任務中にギリアムと再会。統合軍を離反し、ビンディランスに加わるよう説得を受ける。
統合軍ルート - ギリアムの説得を拒絶し、交戦となるもこれを退ける。その後、ビンディランス追討作戦に従事し、組織を壊滅させる。直後に現れたギリアムとふたたび交戦し、勝利を収め、互いを認めあう。
ビンディランスルート - ギリアムの説得を受け入れ、ビンディランスに参加。対ラクテンス反攻作戦に従事し、ギリアムを失いながらも広域ジャミング・システムを破壊する。さらにその直後、地球衛星軌道上に出現したマクロス13に搭載された本命の広域ジャミング・システムを破壊し、ビンディランスを勝利に導く。
ギリアム・アングレート (Gilliam Angreat)
声 - 石塚運昇（ナレーションも兼任）
レイヴンズの隊長。階級は少佐。2013年1月5日生まれの37歳。趣味は映画鑑賞（古典、ミュージカルが中心）。　
2031年、統合軍航空士官学校を卒業。2032年、第28次超長距離移民船団の護衛部隊に入隊。2034年、移民成功。その実績を評価され、VF-X部隊の母体となるため新設された特務部隊準備機関「スケアクロウ」のパイロット候補として抜擢。厳しい訓練を経て第727独立戦隊VF-X部隊へ転属。2036年レイヴンズ結成。2043年、少佐に昇格し同部隊の隊長となる。2045年、恒星1080方面指揮官への栄転を辞退。
レイヴンズ創設時から在籍しており、数多の戦いを潜り抜けてきた歴戦の猛者。レイヴンズの指導教官も務め、口の悪さと訓練の厳しさから「鬼教官」の異名を持つが、その実、誰よりも部下のことを大切に思っている。厳しい訓練もレイヴンズの過酷な任務で部下を死なせたくないがためである。素質を認めるがゆえにエイジスにはとりわけ厳しく当たる。
趣味は映画鑑賞で、その造詣は非常に深く、劇中でも映画になぞらえた台詞回しを多用する。フレッド・アステアは「心の友」だという（明確な答えはないがジュディ・ガーランドは「心の恋人」という旨の発言もある）。好きな映画は「愛・おぼえていますか」。「歌」に関しては「人の心の輝き」と称し、第一次星間大戦とバロータ戦役を例にとり肯定する。
搭乗機はVF-19A。
非常に高い技量を持ち、エースパイロットのエイジスすらも「卵野郎」と称し、新米兵士のごとく扱う。レイヴンズの隊長としてもつねに最前線で任務を遂行するが、「SNOW WHITE」作戦にバンローズを追跡中にMIAとなる。
反応弾の搭載・使用命令など、軍の判断に疑問を抱いていたギリアムはMIA中にビンディランスと単身接触し、統合政府内におけるラクテンスの専横の実態を知ることになり、統合軍を離反、ビンディランスに協力する。その後、ビンディランス艦隊掃討作戦中のエイジスと再会。統合政府とラクテンスの実情を語り、ビンディランスに参加するよう説得する。
統合軍ルート - エイジスの説得に失敗、交戦となるが決着は付かず撤退する。その後、ビンディランス追討作戦でエイジスと再戦し、敗北。エイジスが自分を超えるまでに成長したことに満足しながら死亡する。
ビンディランスルート - エイジスの説得に成功し、ともに対ラクテンス反攻作戦に従事する。地球にてエイジスの意志を確認するが、その直後にウィルバーの不意打ちを受け、エイジスに「生き残れ」と言い残し、戦死する。
ウィルバー・ガーランド (Wilbur Garland)
声 - 石井康嗣
恒星1080方面指揮官でレイヴンズを含むVF-X部隊の司令官。階級は大佐。2015年11月10日生まれの35歳。趣味は映画鑑賞（古典、ミュージカルが中心）。
2031年、統合軍次期VFパイロット養成所を卒業。2032年、第28次超長距離移民船団の護衛部隊に隊長として入隊。2034年、同船団の移民成功。その実績を評価され、VF-X部隊の母体となるため新設された特務部隊準備機関「スケアクロウ」のパイロット候補として抜擢され、厳しい訓練を積む。2036年、レイヴンズ結成。2042年、少佐に昇格し第754特務部隊「ブラックバード」の隊長となる。2045年、恒星1080方面指揮官の就任に伴い、大佐に昇格。レイヴンズを含めた特務部隊を指揮する。
レイヴンズの創設にも立ち会い、ギリアムとともに数多の戦地を渡り歩いてきた歴戦の猛者。寡黙にして冷静沈着、優れた判断力を持ち、決して私情を挟まないが、部下の信頼も厚い。多大な功績とそれに伴う出世コースを歩んできた。現在は現場を退き、パイロットとして戦場に立つことはないが、比肩する者がいないほどの技量を保持している。現在の地位はギリアムが司令官の座を蹴ったための繰り上げ人事という側面もある。
ギリアムとは共通の趣味を持ち、ミッションコードには自身やギリアムの趣味が多分に影響している。
搭乗機はVF-22（ジャミング・サウンド・システム搭載機）。
レイヴンズをはじめとするVF-X部隊を指揮し、反政府勢力の掃討にあたり、その手腕で数々の作戦を成功に導く。ラクテンスの専横を認知しており、レイヴンズの面々には任務内容を偽り命令を下していた。ビンディランス艦隊掃討作戦時にエイジスとMIA中のギリアムが接触した際、エイジスに慰留を促す。
統合軍ルート - エイジスを統合軍に残留させ、続くビンディランス追討作戦の指揮を執り、同組織を壊滅させる。
ビンディランスルート - ギリアムとエイジスの新旧レイヴンズのエースが離反したことを受け、彼らに対抗しうるパイロットとしてふたたび前線に戻ることになる。ジャミング・サウンド・システムを搭載したVF-22を駆りマクロス・シティに赴き、ギリアムを撃墜しエイジスを追い詰めるが、トーマを除くレイヴンズの士官までが離反し、最後はエイジスに撃墜され戦死する。
スージー・ニュートレット (Suzie Newtlet)
声 - 林原めぐみ
レイヴンズのパイロット。階級は大尉。2026年4月29日生まれの24歳。趣味はカラオケ。　
2046年、統合軍航空宇宙士官学校を学科、実技ともにトップクラスの成績で卒業。2047年、ローズ銀河方面偵察隊へ小隊長として配属。まもなく中隊長に抜擢されるも、半年で小隊長に格下げされる。2048年、フリード星航空宇宙基地にテストパイロットとして転属。2049年、任期終了に伴い、地球・ラグランジュ4航宙隊へ転属。2050年、レイヴンズへ転属。
美しい容姿を持つが、それを鼻に掛けずに快活ではっきりとものを言う性格。上官に対してもその態度を変えることがないためトラブルが多く、結果として転属を繰り返し、「じゃじゃ馬」の異名を取る。軍人らしからぬ独自の信条を持ち、トーマにそれを「甘さ」と指摘されたびたび口論になる。
女性キャラクター中、もっともエイジスとの関係が親密になるヒロイン的なポジション。没案となったミッション「PETER PAN」では、ブリジットを相手にエイジスを巡って争う。
MIAとなったギリアムの補充要員としてレイヴンズに転属。エイジス、トーマとともに反政府組織に対する掃討作戦に従事する。ビンディランス艦隊掃討作戦で統合軍が同じ人間に対して反応弾を使用したのを目の当たりにして動揺する。
統合軍ルート - 引き続きビンディランスの追討作戦に参加。ビンディランスベース破壊の際に大型兵器アナベラ・ラシオドーラの襲撃を受け戦死する。
ビンディランスルート - エイジスの離反に迷いをあらわにするが軍に残る。しかし、マクロスシティでの戦闘において他のレイヴンズの面々とともに統合軍を離反し、エイジスに加勢。その後、ラクテンスとの最終決戦ではトーマに不覚を取るも大事なく、生還する。
トーマ・シュン（冬麻 瞬 / Shun Tohma）
声 - 石田彰
レイヴンズのパイロット。階級は少尉。2035年7月23日生まれの15歳。趣味は読書。　
2047年、統合宇宙軍パイロット養成施設に特待入学。2049年卒業、エリート部隊「ルビーメイス」に配属。2度にわたり独断行動で僚機を危険にさらしている。2050年、レイヴンズへ転属。
パイロットに憧れ、統合軍に入隊。若年だがすでにエース級の腕を持つ天才パイロット。
高い操縦技量に対して精神面が追いついておらず、身勝手な行動が多い。レイヴンズに転属となったのも独断専行が原因で処分を受け、ウィルバー預かりの身となったためであった。「弱ければ死ぬ」という信条を持ち、強さに対して異常な執着を見せる。相反する信条を持つスージーとはたびたび口論に発展する。反応弾の使用を目の当たりにしてもなんら動じるところがなく、戦争をゲーム感覚で捉えるふしがある。エイジスに対しては羨望と嫉妬が入り混じった複雑な感情を抱き、ビンディランスルートでエイジスが統合軍を離反した際には「裏切るのは弱いから」と失望感をあらわにする。
没案となったミッション「PETER PAN」ではブリジットをデートに誘うなど、女性に対して積極的な一面も垣間見える。
搭乗機はVF-11B、VF-19A（緑を基調としたYF-19に近いカラーリング）。
ギリアムのMIAに伴う補充要員としてレイヴンズに転属し、反政府組織に対する掃討作戦に従事。ほかのレイヴンズのメンバーとも遜色のない働きを見せる。
統合軍ルート - ビンディランス追討作戦に参加。ビンディランスベースを破壊し、一連の作戦行動から無事生還する。
ビンディランスルート - 軍を離反したエイジスに対してすぐさま攻撃を仕掛けるも返り討ちにされ、手心を加えられる。これが原因でプライドを傷つけられ、再戦時には精神の平衡を欠く。相次いでレイヴンズの面々が離反するなか、最後まで統合軍に残り、地球衛星軌道上での最終決戦ではVF-19Aを駆りエイジスに挑むも、ふたたび敗れる。強さに固執しすぎたがために2度も敗北した自分に価値を見出せず、脱出を促すエイジスへの心情を吐露しながら乗機と運命をともにする。
エイミ・クロックス (Eimi Clocks)
声 - 長沢美樹
レイヴンズのオペレーター。
若くして冷静な性格と優れた判断力を持ち、つねに的確な指示を戦線に送る。女性キャラクターのなかで唯一エイジスとのデートイベントがなく、プライベートでの身持ちもしっかりとしており、エイジスに対しての呼称も最後まで「フォッカー」で通す。
オペレーティング担当ミッションは1、2、3、4、9、10（統合軍）、11（統合軍）、11（ビンディランス）、12（ビンディランス）。
ブリジット・スパーク (Brigitte Spark)
声 - 渕崎ゆり子
レイヴンズのオペレーター。
オペレーティング担当ミッションは5、8。
クララ・キャレット (Clara Calette)
声 - 飯塚雅弓
レイヴンズのオペレーター。
ギリアムには世話になったらしく、ギリアムが行方不明になっていたときに一番心配する（作中ではギリアムとのやり取りはない）。エイジスを呼ぶときはミッション6、7ではフォッカー大尉、12（ビンディランス）ではエイジス大尉、デート中は呼び捨てで呼ぶ。
オペレーティング担当ミッションは6、7。

### 他勢力の人物
マリアフォキナ・バンローズ (Mariafokina Barnrose)
声 - 紗ゆり
大規模な反政府組織ビンディランスのリーダー。メルトランディの血を引き、強さとカリスマ性を兼ね備える。その素性は一切が謎に包まれている。
リーダーでありながら、みずからエースパイロットとして前線に赴き、赤いVF-1Sでエースパイロットが操るAVFと互角に渡りあう。知性的で冷静だが気さくで柔軟な人物でもあり、敵であったレイヴンズを抵抗なく迎え入れる。「SNOW WHITE」作戦での口振りから、ギリアムとは以前から面識があったようである。
巨大なバックグラウンドのもと、統合軍と正面から戦えるほどの戦力ときわめて正確な情報網を保有しており、シャロン・アップル事件などギリアムも知りえないレベルの機密情報まで握っている。
ビンディランスを率いてラクテンスの横行に叛意を掲げ、抵抗運動を行う。「SNOW WHITE」作戦で初めてエイジスの前に姿を現し、交戦中にギリアムと『白雪姫』になぞらえた意味ありげな会話を交えながら撤退。その際に単独で追跡してきたギリアムと接触し、ビンディランスに引き入れることに成功する。レイヴンズをはじめとするVF-X部隊と統合軍の手段を選ばない強硬な作戦展開により徐々に追い詰められ、2051年1月の戦闘では人類同士の戦闘において反応弾を使用される異例の事態となる。
統合軍ルート - 艦隊の大部分を失い、惑星エンデバルド宙域の本拠ビンディランスベースに撤退するも、レイヴンズの追撃を受け基地は破壊される。遊撃中にエイジスと遭遇、投降勧告を拒否し一騎討ちを挑み、エイジスを諭すように戦い敗北。自分の歩んだ道を悔いることなく死亡する。
ビンディランスルート - 先の戦闘でギリアムがエイジスをビンディランスに引き入れることに成功。かねてより計画中であった辺境惑星と呼応した対ラクテンス包囲網が成立し、対ラクテンス反攻作戦に出る。マクロス・シティ攻撃の際は艦隊を率いて囮となり、ラクテンスとの最終決戦ではVF-1Sを駆りエイジスを援護。勝利を収め、ラクテンスの野望を打ち砕く。
分冊百科『マクロス・クロニクル』では、本名が「テレーズ・マリアフォキナ・フォミュラ・ジーナス」であると「囁かれ」ており、マクシミリアン・ジーナスらの協力を得ていたという「噂」が記されている。
ティモシー・ダルダントン (Timoshie Daldanton)
声 - 龍田直樹
反政府組織ブラックレインボーのリーダー。黒いフェイオスバルキリーを駆り、容赦のない戦闘スタイルから「オールキル・ウィザード」の異名を持つ。マイクローン化したゼントラーディ人で、ブラックレインボーの構成員もゼントラーディが中心である。
2010年、新統合政府が樹立し、統合宇宙軍に入隊。2013年、惑星エデン移民護衛部隊の隊長として配属。階級は中尉。2030年、第2次マクロス・シティ防衛戦に統合軍兵士として、武装蜂起したゼントラーディを相手に戦い、50機以上の敵機を撃墜し勲章を受ける。2034年、新マクロス級3番艦の護衛部隊「ブラック・レイ」に隊長として配属。2040年に移民完了し、活躍を認められたブラック・レイは特務部隊へ再編。2042年、軍を退役、行方不明となる。2046年、ブラックレインボー内で存在が確認される。
第一次星間大戦以前はゼントラーディ軍人として、その後は統合軍、ブラックレインボーと、40年以上にわたり戦い続けている。好戦的な面も多少は見えるが、統合軍と戦っているのはゼントラーディの本能によるものではなく、虐げられている辺境惑星のためという部分が大きい。
ブラックレインボーを率いてラクテンスの横行に叛意を掲げ抵抗運動を行い、自身もレイヴンズと数度にわたって戦火を交える。ハイドシティ市街地戦での敗北後は勢力を弱め、目的が共通しているビンディランスと合流する。2050年12月、「KING & I」作戦においてエイジスと3度目の戦いを繰り広げ、敗れる。最期の瞬間にギリアムの生存とラクテンスの存在を示唆する。
マンフレート・ブランド (Manfred Brand)
声 - 森川智之
多惑星間企業クリティカルパス・コーポレーション代表取締役社長。2029年4月16日生まれの21歳。趣味は指揮、クルージング。　
2038年、地球文化保存祭でクラシック指揮者部門1位を受賞。USCCMに特別入学。2040年卒業、USACに編入。2043年、USACを首席で卒業。2045年、クリティカルパス・コーポレーション代表取締役に就任。
幼少のころから施された英才教育と帝王学教育により優れた経営手腕と統率力を有し、ブラックマーケットを支配する野心家。
性格は冷酷かつ尊大。父の死を契機に16歳で社長に就任し、クリティカルパスを急成長させた。戦闘行為すら企業活動の一環と捉え、企業利益のためなら人命を犠牲にすることすら厭わない偏った思想の持ち主。秘密裏にラクテンスへ多大な援助を行い、密接な繋がりを持っている。その才覚は企業経営以外にも発揮され、音楽をはじめとする芸術分野、果てはバルキリーの操縦すらも一流の能力を持つ。自己陶酔傾向が強く、みずからの戦いを「演奏」と称する。搭乗機は赤いVF-17S（ジャミング・サウンド・システム搭載機）。
表向きは反政府的な活動を行っているが裏ではラクテンスと結託し、ジャミング・サウンドの軍事的な実用化をもくろむ。自身もVF-17Sでレイヴンズの前にたびたび立ち塞がり、ジャミング・サウンドのテストを行う。
ビンディランスルート - 軍を離反したエイジスとギリアムを追撃し、交戦中にクリティカルパスとラクテンスの繋がりを暴露。完成したジャミング・サウンドを用いて戦いに臨むが、最後は撃墜され戦死する。VF-17Sの残骸から回収されたデータにより、ラクテンスがジャミング・サウンドを応用し地球圏の無力化を計画していることが発覚する。そして対ジャミング・サウンド開発のきっかけにもなり、のちの戦況に大きく影響を与える。

## 登場兵器

### 新統合軍の兵器
使用可能な可変戦闘機
- VF-1X-PLUS バルキリー
- VF-1-X-PLUS スーパーバルキリー
- VF-1-X-PLUS アーマードバルキリー
- VF-11B サンダーボルト
- VF-11B フルアーマードサンダーボルト
- VF-17D ナイトメア
- VF-19A エクスカリバー
- VF-22 シュトゥルムヴォーゲルII
- VA-3M インベーダー/VA-6 インベーダー
- VB-6 ケーニッヒモンスター

艦艇
- エンバテーリオン
- マザーレイヴン
- SDF-1 マクロス
- マクロス13

デストロイド
- MBR-04-MK IV デストロイド・トマホーク
- ADR-04-MK X デストロイド・ディフェンダー
- SDR-04-MK XII デストロイド・ファランクス

その他
- ターゲットドローン
- ゴーストAIF-9B
- アナベラ・ラシオドーラ

### ビンディランスの兵器
可変戦闘機
- VF-1S バルキリー（マリアフォキナ・バンローズ専用機）
- VF-11B サンダーボルト
- VF-17D ナイトメア
- VB-6 ケーニッヒモンスター

艦艇
- アンティムド
- ヴァンダル

デストロイド
- MBR-04-MK IV デストロイド・トマホーク
- ADR-04-MK X デストロイド・ディフェンダー
- SDR-04-MK XII デストロイド・ファランクス

その他
- アナベラ・ラシオドーラ

### ブラックレインボーの兵器
可変戦闘機
- VA-3M インベーダー
- フェイオスバルキリー（ティモシー･ダルダントン専用機）

その他
- ファイターポッド
- リガード
- グラージ
- グジャグラヴァン・ヴァー

### クリティカルパス・コーポレーションの兵器
可変戦闘機
- VF-1X-PLUS バルキリー
- VF-11B サンダーボルト
- VF-17D ナイトメア
- VF-17S ナイトメア（マンフレート・ブランド専用、ジャミング・サウンド・システム搭載機）

## 設定・用語

### 組織
第727独立戦隊VF-Xレイヴンズ
多発するテロ、暴動、反乱を鎮圧するため、2036年に統合政府により創設された特務部隊。特務部隊準備機関「スケアクロウ」が母体となっている。AVFを主戦力とし、とくに優れたエースパイロットのみが所属する精鋭中の精鋭集団である。任務内容も単独、または少数の編隊で敵基地や艦隊を壊滅させるなど過酷なものが多い。部隊名の「レイヴン」はワタリガラスの英語名。司令官はウィルバー・ガーランド大佐、部隊長はギリアム・アングレート少佐、のちにエイジス・フォッカー大尉。
ウィルバー以外の士官は知らされていないが、地球圏を中心とする一局支配をもくろむ統合政府内の一大勢力「ラクテンス」に尖兵として利用されており、自治を訴える辺境惑星や、ラクテンスの一局支配に抗議する組織に対してテロ鎮圧という名目で弾圧を行っている。のちにビンディランスと接触したギリアムによりレイヴンズ全体に事の真相を知らされ、エイジスの判断によって以下の運命をたどる。
統合軍ルート - ウィルバー指揮のもとビンディランスを掃討する。
ビンディランスルート - ウィルバー、トーマを除く、レイヴンズに所属するほとんどの士官が母艦ごと統合軍を離反し、ビンディランスに参加する。
ビンディランス
マリアフォキナ・バンローズ率いる反統合政府組織。辺境惑星などからの支援を受け、統合軍と渡り合えるほどの大規模な軍備と情報網を擁しており、統合政府内部にも支援者がいるともいわれる。
無軌道な武力行為を良しとせず、辺境惑星自治政府に対する統合政府の過度な内政干渉と、ラクテンスが画策する一局支配に対して抗議活動を行っているが、情報操作により無法なテロリスト集団という烙印を押されている（ただし、ビンディランス側から武力行動に出ることもある）。
掃討作戦にレイヴンズが投入され、さらに反応弾を使用するなど手段を選ばない統合軍により追い詰められていく。
統合軍ルート - その後の追撃戦でレイヴンズによって本拠地ビンディランスベースを破壊され、リーダーのバンローズも戦死、事実上壊滅する。
ビンディランスルート - ギリアム、エイジスをはじめとするレイヴンズの主要メンバーを引き入れ、辺境惑星を中心とした対ラクテンス包囲網を結成。地球圏に侵攻しその野望を打ち砕く。
ブラックレインボー
ティモシー・ダルダントン率いる反統合政府組織。ティモシー以下構成員の大部分がゼントラーディで、使用する兵器もゼントラーディ系のものが中心となっている。
ビンディランスと同様に無法な武力行為は行わず、統合政府の横暴に対して立ち向かっているが、情報操作によって無法なテロリスト集団と認定されている。
レイヴンズによりことごとく作戦を妨害され組織的抵抗力を失い、その後はビンディランスと合流する。ビンディランスとの合同作戦中にリーダーのティモシーがレイヴンズと交戦、撃破され壊滅する。
クリティカルパス・コーポレーション
軍需企業であるゼネラル・ギャラクシー社やブラックマーケットと密接な繋がりを持つ多惑星間企業。マンフレート・ブランドが代表取締役社長に就任したことを契機に急成長を遂げた。非常に高い技術力を持ち、物語の鍵を握る「ジャミング・サウンド・システム」に連なる技術はすべてクリティカルパスが開発に携わっている。民間企業であるにもかかわらず強力な戦力を持ち、高級機であるVF-17まで保有している。
たびたびレイヴンズの前に立ち塞がり、表向きは統合政府と対立しているように見えるが、裏ではラクテンスと結託しており、経済的、軍事的支援を行っている。レイヴンズとの交戦もすべてはジャミング・サウンド・システムのテストのためである。
ビンディランスルート - これらの事実が明らかになり、社長のブランドはエイジス、ギリアムとの交戦のすえ、戦死する。ブランドの搭乗したVF-17Sの残骸から回収されたデータは対ラクテンス戦において大きな影響を与える。
ラクテンス
第一次星間大戦や先のバロータ戦役における人類滅亡の危機を教訓に、未知の外的要因への対処や、辺境惑星自治政府間の紛争を解決するため、地球圏を中心とした一局主導体制を主張する統合政府内の一勢力。
クリティカルパスの後ろ盾を背景に一大勢力となり、地球圏の統帥権を握っている。さらに情報、軍事技術を独占し、一局支配を事実上確立しているが、巧みな情報操作でそれらの事実を隠蔽している。一局支配に反発する自治政府や組織に対しては、レイヴンズをはじめとする直属のVF-X部隊を派遣し反乱やテロ行為と称し弾圧し、そのためには反応兵器の使用すら辞さない強硬な姿勢をとる。
統合軍ルート - レイヴンズを利用しブラックレインボー、ビンディランスといった目下の反政府組織を壊滅へと導く。
ビンディランスルート - 陰謀が明るみに出て、その結果、レイヴンズの離反を招く。ビンディランスの反攻作戦により地球圏に侵攻され、それに対抗するかたちで広域ジャミング・システムを用いた地球圏全体の無力化を図り、そのために統合政府の象徴であるSDF-1マクロスまでも囮に使う。切り札の広域ジャミング・システムを搭載したマクロス13を投入し、ビンディランス艦隊の殲滅を試みるが、エイジスの活躍により広域ジャミング・システムは破壊され、直後の艦隊一斉射撃でマクロス13も撃沈される。

### 技術・兵器
ディ・ツァオバーフレーテ（魔笛）
2043年に発見された、特定の波長の振動を与えることにより空間共振現象を引き起こし、次世代の通信、超空間航行を可能にするといわれる物質「超空間共振水晶体」を使用した最新型発信装置。フォールド通信の十倍以上の能力を持つとされ、統合軍OT部門において実用に向けた研究・開発が進められており、水面下ではクリティカル・パスも協力している。
その機能は、時空共鳴を引き起こし、対象のコンピュータに直接干渉する最新型の電波妨害装置「ジャミング・サウンド・システム」に応用される。このシステムを使用しているあいだは真空中でも特有の音楽が流れ、ミサイルなどの誘導兵器を無力化する。VFに搭載可能なほど小型で、試作型はVF-17S（ブランド機）に、完成後はVF-22（ウィルバー機）、マクロス13に搭載される。
さらに従来の広域ジャミング・システムにジャミング・サウンド・システムが組み合わされ、SDF-1マクロス、マクロス13に搭載される。広範囲にわたる電波妨害に留まらず、コンピュータの動作そのものを無力化する。

### 惑星
エデン3
2042年、移民可能惑星として調査が開始され、2045年に環境調整事業開始、2050年、一部を除いて移民環境に適合。
表面積の90％が淡水性の海に覆われた美しい惑星。環境が比較的地球と似ており、一部の島ではすでに移民が開始されている。クリティカルパスの兵器工場が存在する。
ボルカン
シャーマ星系第3惑星。2030年に地球化環境適合終了、2031年に移民開始、2040年に自治政府樹立。
地球に似た大気と豊かな土壌を持つ惑星。移民に適した平坦な地表部分が多く、早くから移民が広がり、早期に自治政府を樹立した。衛星軌道上に無人防衛システムとして多数のレーザー衛星が配備されている。
セフィーラ
ララミス星系第5惑星。2033年、第4次新マクロス級超長距離移民船団によって環境改良が終了し、移民が開始される。移民時人口は約100万人、2050年時点での人口は約600万人。
基幹首都ハイドシティにはブラックレインボーが潜伏している。
エンデバルド
ヨーク星系第3惑星。2040年に調査開始、2043年に調査終了、2045年に統合軍管理となる。
雪に覆われ、平坦な地表が少なく、有効地表面積の不足から移民には不適合と判断されたため、民間人は居住していない。
2050年時点においては統合軍が管理し、強力な通信施設を備えた基地、マジックミラーが建造される。高性能レーダーと衛星軌道上まで射程に収める対空防衛システムにより、強固な対空防衛網を形成し、周辺宙域の航行監視基地としての機能も有する。由来は『白雪姫』に登場する「魔法の鏡」。
周辺宙域のアステロイド地帯には、ビンディランスベースがひそかに建造されている。
ネバー
軌道エレベーターが存在する惑星。容量の都合で没案になったミッション「PETER PAN」（ピーター・パン）の舞台となる。
地球
太陽系第3惑星。人類の母星であり、第一次星間大戦を戦ったSDF-1 マクロスを中心に建設された統合政府の首都「マクロス・シティ」が存在する。
太陽系の火星 - 木星間にあるアステロイド地帯には、統合軍の基地「セレスベース」が建造中。広範囲のジャミング能力を備え、地球圏内の兵力を分割集中させることにより、外敵に対する前線基地として機能している。

## シリーズ他作品における引用
「マクロスシリーズ」の年表には「A.D.2050年 特務部隊VF-Xレイヴンズ設立」とだけ記されており、ラクテンスとビンディランスの抗争に関する記述はない。
一方で、『マクロスF』以降の小太刀右京の筆による小説作品には、『VF-X2』に関連する人物や用語が登場する。ストーリーの分岐に関しては、エイジスがギリアムとの共闘を選ぶ選択肢（ビンディランスルート）に則っている。ただし、小太刀のノベライズにはアニメ本編と異なるアレンジも含まれており、どの範囲までが公式設定であるのかは定かでない。
- 2050年代以降の作品世界内において、ラクテンスとビンディランスの戦いは第二次統合戦争と呼ばれている[10]。ビンディランスの勝利によって新統合政府はより地方分権的な小さな政府へ移行し、地球直属だった統合軍 (U.N.SPACY) は新統合軍 (NUNS) へと発展的解消を遂げる[11]。これらを背景として、移民船団や星間企業の主体的運営が活発化していく[11]。
  - マクロス・エリシオン艦長のアーネスト・ジョンソンは当時ブラックレインボーとラクテンスの艦隊で戦っていた[12]。その後の局地紛争でも所属する陣営が敗れ続け、「百戦百敗・無冠の名指揮官」と呼ばれることになる。
  - ウィンダミア王国はビンディランス側に義勇軍を派兵し、国王グラミア6世は英雄として讃えられた[10]。ウィンダミアは辺境宇宙の民主国家の象徴として自治権を拡大し、新統合政府からの独立戦争（2060年）につながっていく[13]。
  - 新統合政府の再編後も銀河各地で新旧陣営のこぜりあいは続いていく。2058年には、ラクテンス派の軍人だったナレスワンが武装勢力ファスケスを率いて蜂起し、地球中心主義を再興しようとする事件が起きる（小説『マクロス・ザ・ライド』）。
- レイヴンズは新統合軍の特務部隊VF-Xとして、エイジス・フォッカー大佐の指揮下で凶悪犯罪者やテロリストと戦っている。2059年のバジュラ戦役ではバジュラにまつわる陰謀を探り、マクロス・フロンティア船団のS.M.Sに水面下で協力する。エイジスはスカル小隊隊長オズマ・リーの先輩であり、ふたりとも新人時代はマクロス・クォーター艦長ジェフリー・ワイルダーの教え子だった[14]。レイヴンズの母艦はウラガ級ステルス宇宙空母ギリアム・アングレート。所属機はVF-19AやVF-19P、VF-22Sなどである。なお、VF-X部隊を直接指揮する特別監察機関は「バンローズ機関」と呼称されている[15]。
- 『マクロスF』に登場するキーアイテム「フォールドクォーツ」について、小太刀の小説版では「超時空共振水晶体」と同一のものとしている[16]。マンフレート・ブランドは2043年にフォールドクォーツを発見した第117次大規模調査船団の調査責任者であり[17]、マオ・ノーム博士の理論に注目してジャミングサウンドシステムを開発した[18]。船団壊滅後は船団の生き残りを尋問し、心を閉ざしたランカ・リーに対して冷酷な言動をとったため、のちに育ての兄となるオズマ・リーに殴られる[19]。その後、エイジスによって撃墜されるが、生前、意識をコンピュータ上にアップロードする研究をしていたとされ[20]、マクロス・ギャラクシー船団の電子生命たちのなかには“マンフレート”と呼ばれる人格が加わっており[21]、グレイス・オコナーらと共謀して銀河並列思考ネットワーク計画を進める。
- 地球直衛艦となったマクロス13はキム・キャビロフ中将の指揮下で、地球に襲来したバジュラ艦隊を迎撃する[22]。
- 本作の惑星名を再使用しているケース。
  - 2040年にイサム・ダイソンが惑星エデンに赴任する途中、惑星セフィーラで歌舞伎役者の早乙女嵐蔵（早乙女アルトの父）と出会う（短編「カブキ・ウォーバード」[23]）。
  - ギャラクシー船団のブレラ・スターンはYF-27-3シャヘルに乗って惑星ネバーに赴き、軌道エレベーター内でアナベラ・ラシオドーラと交戦する（短編「ワイアード・ウォーリア」[24]）。
  - リオン・榊はS.M.Sセフィーラ支社の所属パイロットである。惑星セフィーラは2059年にはぐれゼントラーディ軍の攻撃を受けて壊滅寸前状態にされた（『マクロス30 銀河を繋ぐ歌声』）。

## テーマソング
GET FREE
作詞 - HUMMING BIRD / 福山恭子、作曲 - 福山芳樹、歌 - HUMMING BIRD
オープニングテーマ。『マクロス7』で熱気バサラの歌を担当した福山芳樹が所属するHUMMING BIRDのロックナンバー。
SHOOT&SHOUT
作詞 - 里乃塚玲央、作曲・編曲 - 神保彰、歌 - 高尾直樹
エンディングテーマ。

## 関連商品

### ゲーム
マクロス デジタルミッション VF-X
1997年に発売されたシリーズ第1作。制作スタッフは共通しており、ゲームシステムが本作に発展・継承されている。設定年代は本作の3年前にあたる2047年だが、ストーリー上の直接的な繋がりはない。
マクロスアルティメットフロンティア
2009年発売。歴代シリーズ集大成のゲーム。『VF-X2』からはEXTRAミッションとして「白雪姫」、「メリー・ポピンズ」、「マイ・フェア・レディ」の3つのミッションが登場する。

### CD
GET FREE
1999年9月1日、ビクターエンタテインメントより発売。VIDL-30442。
HUMMING BIRDの主題歌シングル（8cmCD）。カップリング曲「新しい風」を収録。
マクロスVF-X2 オリジナルサウンドトラック
1999年9月22日、ビクターエンタテインメントより発売。VICL-60448。
オープニングテーマ「GET FREE」、エンディングテーマ「SHOOT＆SHOUT」を含む作中で使用されている全29曲を収録。
ゲーム音楽の作曲/効果音は菊池幸範

### 書籍
- マクロスVF-X2 公式ビジュアルガイド（ムービック）
- マクロスVF-X2 完全公認攻略ファイル（光文社）

### 模型
- ハセガワ マクロスシリーズ 1/72 VF-19A VF-Xレイヴンズ

### 玩具
- 童友社 ダイカストモデル 1/144 VF-19A マクロスVF-X2
- やまと マクロスシリーズ 1/72完全変形 VF-19A エクスカリバー
- やまと マクロスシリーズ 1/100完全変形 VB-6 ケーニッヒモンスター
- やまと 群雄【陣】 #014Z VF-19A エクスカリバー
- やまと 群雄【陣】 #015Z VF-11B サンダーボルト